# Anamaría Ashwell
Anamaría Ashwell (1952) es una antropóloga, académica y activista defensora del patrimonio cultural.

## Biografía
Ashwell es maestra en Antropología Cultural por la Universidad Iberoamericana. Antropóloga, activista, promotora cultural, defensora del patrimonio cultural de Cholula, Puebla.
Es fundadora y coautora del primer plan de estudios de la escuela de Antropología de la Benemérita Universidad Autónoma de Puebla (BUAP) fungiendo asimismo como su coordinadora de 1980 a 1982. Fue investigadora del Instituto de Ciencias y Humanidades "Alfonso Vélez Pliego" de esa misma casa de estudios de 1978 al 2000.
Cofundadora de la Casona de las Mujeres en San Pedro Cholula.
Integrante del Comité Defensor del Patrimonio Histórico, Cultural y Ambiental de Puebla.

## Activismo
Entre las movilizaciones que ha emprendido en defensa del patrimonio edificado en el estado de Puebla destaca aquella contra la intervención al antiguo Mercado de la Victoria, en el Centro histórico de Puebla, así como contra el plan de convertir el zócalo de esa misma ciudad en estacionamiento público.
Sin embargo, la labor de activismo de Ashwell se ha hecho particularmente presente en la zona de Cholula, donde durante el sexenio del gobernador Rafael Moreno Valle Rosas fue crítica de los planes de intervención a la zona arqueológica.

## Obras
Sus obras están centradas en los estudios culturales de Cholula y el patrimonio cultural. Ha participado en la edición de revistas como Espacios y Crítica. Colaboradora de La Jornada de Oriente y de la revista digital Mundo Nuestro. También ha publicado en la revista Elementos BUAP.